# Herminia fascialis
Herminia fascialis là một loài bướm đêm trong họ Noctuidae.